# Collema hueanum
Collema hueanum är en lavart som beskrevs av Degel. Collema hueanum ingår i släktet Collema och familjen Collemataceae.   Inga underarter finns listade i Catalogue of Life.